# Європейський платіжний союз
Європейський платіжний союз — кредитна організація, створена в 1950 державами-засновницями Європейського Економічного Співтовариства з метою ліквідації валютних обмежень в багатосторонній торгівлі держав-учасниць. Штаб-квартира містилась у Парижі. ЄПС був покликаний створити передумови для вільної конвертації всіх валют. В 1958 році 14 західноєвропейських держав оголосили свої валюти вільноконвертованими, й таким чином, мету було досягнуто. Союз було замінено Європейською валютною угодою.